# گروه ایویس باجت
گروه ایویس باجت (انگلیسی: Avis Budget Group) شرکت اجاره خودرو آمریکایی است، که در سال ۲۰۰۶ از ادغام شرکت‌های ایویس کار، باجت و زیپکار تأسیس شد.